# Vietcong (Computerspiel)
Vietcong ist ein Computerspiel des tschechischen Entwicklers Pterodon, das den Vietnamkrieg als Szenario nutzt. Das Spiel wurde in Zusammenarbeit mit Illusion Softworks entworfen und lässt sich dem Genre der Ego-Shooter zuordnen. Vertrieben wurde es unter dem Label Gathering des US-amerikanischen Publishers Take 2 Interactive. Der Titel leitet sich von den vietnamesischen Kämpfern ab, die in den USA und Westeuropa oft „Vietcong“ genannt werden.
Weltweit wurden laut Hersteller mehr als eine Million Exemplare verkauft.
Im Jahr 2005 erschien mit Vietcong 2 ein Nachfolger für Windows-PCs.

## Handlung und Spielprinzip
Der Spieler verkörpert den US-Sergeant First Class Steve R. Hawkins, der mit einem Team von Spezialisten vom Camp NUI PEK (nahe der kambodschanischen Grenze) Missionen bestehen muss. Neben dieser linearen Kampagne bietet das Spiel die Möglichkeit, sowohl Einzelspieler-Karten als auch im Mehrspieler-Modus mit anderen über ein lokales Netzwerk oder das Internet zu spielen. Vietcong orientiert sich an den realen geschichtlichen Daten des Vietnamkrieges.
Das Spielprinzip entspricht den üblichen Ego-Shootern: Die Spielfigur wird in der Egoperspektive gesteuert und es müssen mehrere Level bewältigt werden. Diese sind meist linear aufgebaut und bieten selten Verzweigungsmöglichkeiten. Der Spieler ist mit anderen Team-Mitgliedern unterwegs, die eigenständig agieren und den Spieler unterstützen. Stirbt einer der Team-Mitglieder ist der Level gescheitert.

## Erweiterungen und Konsolenfassung
Nach der Veröffentlichung des ursprünglichen Spiels im April 2003 erschienen im Januar 2004 zusätzlich ein offizielles Add-on mit dem Titel Fist Alpha, eine Purple Haze genannte „Gold Edition“ und ein 2005 entwickeltes, kostenloses Add-on namens Red Dawn. Außerdem gibt es eine Reihe kostenloser Mods, beispielsweise Rising Sun.
Purple Haze wurde im Jahr 2004 durch Coyote Developments für PlayStation 2 und Xbox konvertiert.

## Unterstützung und Optimierungen
GameSpy hat den Betrieb für das Spiel Ende Mai 2014 eingestellt, wodurch die Server nicht mehr angezeigt werden. Das Problem lässt sich beheben und durch inoffizielle Patches funktioniert Vietcong auch unter neueren Windows-Versionen.

## Rezeption
Laut dem Wertungsaggregator Metacritic erhielt das Spiel gemischte beziehungsweise durchschnittliche Wertungen.

„Die Kämpfe in den Dickichten des Dschungels sind wirklich spannend, wenn auch manchmal ein bisschen schwer.“